# ФК Крила Совјетов
ФК Крила Совјетов (рус. Профессиональный футбольный клуб „Крылья Советов“ Самара) је руски фудбалски клуб из града Самаре. Клуб је основан 1942. године. Домаће утакмице игра на стадиону Металург. Боје клуба су плаво-беле. Крила Совјетов има надимке Зелено-бело-плави и Ратници. Тренунто игра у Премијер лиги Русије.

## Познати бивши играчи
- Огњен Короман
- Ненад Ђорђевић
- Вук Рашовић
- Суад Филекович
- Нејц Печник